# Rudbecksskolan, Sollentuna
Gymnasieskolan Rudbeck är belägen i kommundelen Edsberg i Sollentuna kommun. Skolans namn är tagen efter Reinhold Rudbeck. 
På Rudbeck arbetar cirka 250 personer, varav omkring 200 lärare. Skolan har runt 2300 elever fördelade på sju högskoleförberedande program, ett yrkesförberedande program samt tre introduktionsprogram. Rudbeck erbjuder två idrottsutbildningar: Riksfriidrottsgymnasiet (RIG) och Orienteringsgymnasiet (NIU). På skolan finns även en särskild variant med musikinriktning. För elever med en diagnos inom autismspektrumtillstånd finns AST-enheten som är en anpassad gymnasieutbildning.  
Rudbeck är en av Sveriges största gymnasieskolor och Sollentunas största arbetsplats.
Skolan invigdes den 8 juni 1970 av dåvarande utbildningsminister Ingvar Carlsson.